# Tana
70°11′49″N 28°11′10″Ø / 70.19694°N 28.18611°Ø
Tana kommune (nordsamisk: Deanu gielda) er et geografisk og kommunikationsmæssigt knudepunkt i Øst-Troms og Finnmark fylke i Norge. Den grænser i nord til Gamvik og Berlevåg, i øst til Nesseby, i syd til Karasjok, og i vest til Porsanger og Lebesby. Kommunen består af Sirma og Tana (Deatnu).
Kommunen hører til forvaltningsområdet for samisk sprog.
Med sine 330 km er Tanaelven Norges 3. længste elv og danner rigsgrænse mellem Norge og Finland. Tana er en tresproglig kommune, hvor der tales norsk, samisk og finsk. På den anden side af Tanaelven ligger kommunen Utsjoki i Finland. De vigtigste erhverv i Tana er landbrug, rendrift, bjergværksdrift, byggeri og tjenesteydelser.
Grænsepassage til/fra Finland sker ved Polmak og over Samelandsbroen ved Utsjoki. Tana bro blev bygget i 1948 og har et hovedspænd på 195 meter. Den er Norges længste bløde hængebro.

## Tanaelven
- På samisk hedder elven Deatnu og på finsk Teno (Storelven).
- Vandløbet, som har sit udspring bl.a. i Finland og går gennem Karasjok og Tana kommuner og løber ud i Tanafjorden.
- Tanaelven er 330 km lang.
- Tanaelven med bielve (Tanaelvsystemet) har laks over en strækning på i alt ca. 800 km.
- Grænseelv mellem Norge og Finland over 256 km.
- Store kildeeleve er Anárjohka og Kárášjohka/Iešjohka samt Utsjok i Finland.
- Afvandingsområde 15.330 kvadratkilometer, deraf ca. 70% i Norge.
- Norges decideret største lakseelv.
- Har verdensrekorden for laks (atlantisk) fanget på stang, 36 kg, i 1929 af Nils Mathis Walle.
- Specielt for Tanaelven er drivgarnsfiskeri og stengselsfiskeri (?).
- Fiskeriet i Tanaelven reguleres efter sin egen lov .
- Tanamundingen udgør et af Europas største uberørte deltaområder.

## Tanafjorden
- 65 km lang. Ligger i kommunerne Deanu/Tana, Berlevåg og Gamvik.
- Fjorden ligger mellem Varangerhalvøen og Nordkynhalvøen.
- Fjordarme er bl.a. Vestertana, Tarmfjorden, Smalfjorden, Leirpollen, Langfjorden, Hopsfjorden og Trollfjorden .

## Fordeling af areal
Dyrket mark 1%, ferskvand 4%, andet areal 95%.

## Fordeling af de beskæftigede
Primærerhverv 21% (9%), søfart og samfærdsel 7% (7%), industri/bjergværk og bygge/anlæg 24% (29%), tjenesteydelser 48% (55%). (Landsgennemsnit i parentes).

## Højeste fjelde (moh)
- Rastegaissa 1067
- Geinogaissa 1029
- Uccagaissa 975
- Stangnestind 724 er det højeste fjeld på Varangerhalvøen.